# Beatrice Armstrong
Beatrice Eileen Armstrong, później Purdy (ur. 18 stycznia 1894 w Hendon, zm. 12 marca 1981 we Frinton-on-Sea) – brytyjska skoczkini do wody, medalistka igrzysk olimpijskich w 1920.

## Kariera sportowa
Zdobyła srebrny medal skokach z wieży na igrzyskach olimpijskich w 1920 w Antwerpii, przegrywając jedynie ze Stefanie Clausen z Danii, a wyprzedzając Ewę Olliwier ze Szwecji. Na kolejnych igrzyskach olimpijskich w 1924 w Paryżu odpadła w eliminacjach tej konkurencji.
Zwyciężyła w skokach z trampoliny w brytyjskich eliminacjach przed igrzyskami olimpijskimi w 1928 w Amsterdamie, lecz federacja brytyjska nie zdecydowała się wysłać zawodniczek w tej konkurencji na igrzyska.
Później została mianowana sekretarzem London Ladies Water Polo Association.
W wieku 78 lat wyszła za mąż i przybrała nazwisko Purdy.